# Quận Grand, Colorado
Quận Grand là một quận thuộc tiểu bang Colorado, Hoa Kỳ.
Quận này được đặt tên theo Hồ Grand và Sông Grand. Theo điều tra dân số của Cục điều tra dân số Hoa Kỳ năm 2010, quận có dân số 14843 người. Quận lỵ đóng ở Hot Sulphur Springs.

## Địa lý
Theo Cục điều tra dân số Hoa Kỳ, quận có diện tích 4843 km2, trong đó có 60 km2 là diện tích mặt nước.